# Gabriel Cardahi
Gabriel Cardahi (en arabe Jibrā'īl al-Qardāḥī al-Lubnānī), né en 1845 à Fayaroun, dans le district de Kesrouan (Liban) et décédé le 7 novembre 1931 à Rome, est un religieux libanais maronite.
Ancien élève du collège-séminaire de Ghazir, et devenu religieux de l'ordre des antonins d'Alep, il gagna Rome en 1866 et y devint étudiant au collège de la 'Propaganda Fide'. C'est dans ce même établissement qu'il enseigna le syriaque et l'arabe de 1878 à novembre 1920.

## Publications
- Kitāb al-kanz ath-thamīn. Liber Thesauri de arte poetica Syrorum nec non de eorum poetarum vitis et carminibus, Rome, Typographia Polyglotta, S. C. De propaganda fide, 1875.
- Al-Yhkam, seu Linguæ et artis metricæ Syrorum institutiones, Rome, Typographia Polyglotta, S. C. De propaganda fide, 1880.
- Al-Lobab, seu Dictionarium Syro-Arabicum, Beyrouth, Typographia Catholica S. J., 1887-91 (2 vol.) ; réimpr. Gorgias Press, 2007.
- (éd.) Pardaisa dha Edhen, seu Paradisus Eden. Carmina auctore Mar Ebed Išō' Sobensi, Beyrouth, Typographia Catholica S. J., 1889 (édition du Paradis de l'Éden d'Ébedjésus de Nisibe).
- (éd.) Abulfaragii Gregorii Bar Hebræi Mafriani Orientis Kthābhā Dhiyaunā seu Liber Columbæ, Rome, 1898 (édition du Livre de la colombe de Bar Hebræus).
- Kitāb al-Manāhegh, seu Syntaxis et rhetoricæ Syrorum institutiones, Rome, Typographia Polyglotta, S. C. De propaganda fide, 1903.